# George McClellan Stearns
Pour les articles homonymes, voir Stearns.
George McClellan (Mac) Stearns (17 décembre 1901-9 janvier 1979 à l'âge de 77 ans) est un industriel et homme politique fédéral du Québec.

## Biographie
Né à Lac-Mégantic dans la région de l'Estrie, il participa outre-mer durant la Seconde Guerre mondiale entre 1939 et 1941.
Élu député du Parti progressiste-conservateur du Canada dans la circonscription fédérale de Compton—Frontenac en 1958, il avait précédemment tentée d'être élu en 1957, mais avait été défait par le libéral Joseph-Adéodat Blanchette. Il ne se représente pas en 1962.